# Babín

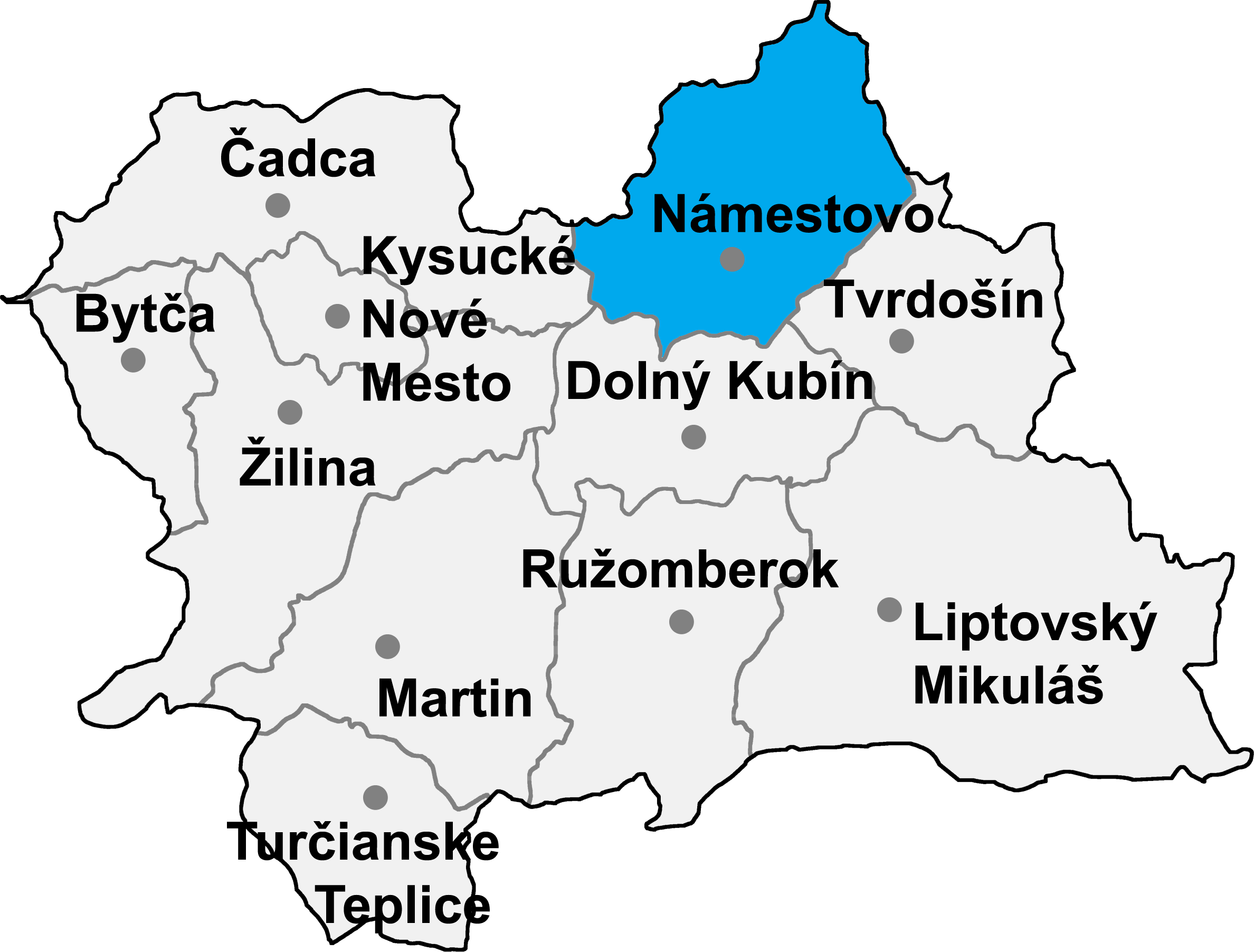
Babín em Žilina.

Babín é um município da Eslováquia, situado no distrito de Námestovo, na região de Žilina. Tem 17,39 km² de área e sua população em 2018 foi estimada em 1.451 habitantes.

## Demografia
| Ano:        | 1994 | 2004   | 2014   | 2024   |
| ----------- | ---- | ------ | ------ | ------ |
| Broj ljudi: | 1324 | 1413   | 1417   | 1453   |
| Razlika:    |      | +6,72% | +0,28% | +2,54% |

| Ano:               | 2023 | 2024   |
| ------------------ | ---- | ------ |
| Número de pessoas: | 1444 | 1453   |
| Diferença:         |      | +0,62% |